# Tadeusz Berej
Tadeusz Berej (ur. 15 września 1952 w Jakubowicach) – polski żużlowiec.

## Kariera sportowa
Sport żużlowy uprawiał w latach 1970–1980 oraz 1984, przez całą karierę reprezentując barwy klubu Motor Lublin. 
Dwukrotny finalista młodzieżowych indywidualnych mistrzostw Polski (Tarnów 1974 – XVI miejsce, Zielona Góra 1975 – srebrny medal). Dwukrotny finalista turniejów o "turniej o Srebrny Kask" (1974 – VIII miejsce, 1975 – VII miejsce). Finalista indywidualnych mistrzostw Polski (Gorzów Wielkopolski 1977 – XIV miejsce). Finalista turnieju o "turniej o Złoty Kask" (1977 – VI miejsce).